# Kiznaiver
Kiznaiver (яп. キズナイーバー Кидзунай:ба:) — аниме-сериал студии Trigger, первая работа Хироси Кобаяси, работавшего над Rage of Bahamut и Kill la Kill, в качестве режиссёра. Сценарий к аниме написала Мари Окада, дизайн персонажей разработал Сиро Мива.
Название аниме представляет из себя игру слов: «рана» (яп. 傷 кидзу) и «связь» (яп. きずな кидзуна), и перекликается с главной идеей аниме, суть которой заключается в преодолении персонажами своих проблем через эмпатию друг с другом. Тематически Kiznaiver похоже на другие работы студии, так как в нём показаны проблемы коммуникации персонажей.

## Сюжет
Сюжет аниме происходит в вымышленном японском городе Сугомори — некогда процветающем, а нынче приходящем в упадок мегаполисе. Этот город изначально был создан как «Город-Эксперимент» для проекта «Кидзуна». За несколько дней до летних каникул таинственная и безэмоциональная девушка Норико Сонодзаки говорит своему однокласснику Кацухире Агате, что его выбрали «кизнайвером», потому что он практически не чувствует боли. Они начинают разделять связь через боль через систему «Кидзуна». Эта система позволяет Кацухире разделять свою боль и связывает его с одноклассниками, которые также являются кизнайверами.
В христианстве существует 7 смертных грехов: гордыня, алчность, зависть, гнев, чревоугодие, похоть, лень. Однако создатели «Кидзуны» выделили другие 7 грехов: апатия, занудство, хитрость, заносчивость, бандитизм, чудачество, аморальность. Для каждого кизнайвера один из этих грехов является выдающимся в характере, из-за чего они и были отобраны для эксперимента.
Цель системы «Кидзуна» — установить мир во всём мире, соединив воспоминания и опыт людей через раны. Боль одного кизнайвера разделяется между всеми остальными. Кацухире и его одноклассникам придётся попытаться поддерживать друг друга и терпеть боль на разных миссиях от Норико.

## Персонажи
Кацухиро Агата (яп. 阿形 勝平 Агата Кацухиро)
Протагонист. Апатичный и практически безэмоциональный. Не чувствует своей боли (анальгезия), из-за чего с малых лет подвергался издевательствам и нападкам, хотя к ним он безразличен. Страдает от того, что не может понять себя, и, как следствие, понять и почувствовать других. Его грех — апатия, или отсутствие эмпатии. Был связан «Кидзуной» ещё в детстве, но не помнит об этом. Также были и другие 18 детей, считая Норико, его связь с ней все еще не исчезла. Не чувствует боль из-за того, что Норико забрала всю боль детей себе. Влюблён в Норико Сонодзаки.
Сэйю: Юки Кадзи
Норико Сонодзаки (яп. 園崎 法子 Сонодзаки Норико)
Холодная и спокойная девушка, не показывающая эмоций и доброты. Ставит других в опасные ситуации. Представила кизнайверам свою версию семи смертных грехов, в соответствии с которой они и были отобраны на эксперимент. Несмотря на то, что она одноклассница и ровесница всех кизнайверов, они находятся под ее властью и руководством. Была связана «Кидзуной» с другими детьми, считая Кацухиро. Чувствовала боль за пятерых, и поэтому, когда эксперимент провалился, а детей отсоединили от «Кидзуны», стала чувствовать боль за всех 19 детей. Чтобы не умереть от болевого шока, принимает специальные препараты, притупляющие чувство боли и эмоции. Влюблена в Кацухиро Агата.
Сэйю: Хибику Ямамура
Тидори Такасиро (яп. 高城 千鳥 Такасиро Тидори)
Давняя подруга протагониста, добрая, небезучастная к проблемам других, в частности, Кацухиры. Была влюблена в него, в чём признаётся в миссии «Знакомство». Её грех — занудство.
Сэйю: Юка Тэрасаки
Хадзимэ Тэнга (яп. 天河 一 Тэнга Хадзимэ)
Сильный и шумный парень, чем раздражает остальных, но при этом хороший лидер. Холерик, очень вспыльчив, любит подраться. Не думает, прежде чем говорит, зачастую его высказывания нелепы и неуместны. Имеет репутацию школьного задиры. Хобби — драться с такими же задирами. Был первым, кто вступился за Кацухиру, когда у него опять отбирали деньги. При внешней неподступности и безбашенности боится собак. Грех — бандитизм.
Сэйю: Томоаки Маэно
Нико Ниияма (яп. 新山 仁子 Ниияма Нико)
Эксцентричная девушка в разноцветной одежде. Сразу же производит впечатление «не от мира сего». Милая, умная, хоть и притворяется дурочкой. Говорит о себе в третьем лице. По словам Нико, у её родителей собственный бизнес, а сама она очень богатая. Девушка очень переживает, что люди будут ненавидеть её, поэтому старается говорить странные вещи. Занимается на переменах тем, что проводит ритуал призыва фей. Позже признаётся, что на самом деле она не верит во всё это. Грех — чудачество.
Сэйю: Мисаки Куно
Цугухито Юта (яп. 由多 次人 Юта Цугухито)
Холодный тактик, хороший ученик, популярен в школе у девушек, описан как «абсолютно нормальный». Заботится о своей репутации, говорит, что других кизнайверов считают отбросами в классе. Грех — хитрость.
Сэйю: Нобунага Симадзаки
Хонока Маки (яп. 牧 穂乃香 Маки Хонока)
Одинокая, начитанная девушка. Скрытная и надменная. Поначалу кажется злой и недоброжелательной. Грех — заносчивость.
Сэйю: Рина Сато
Ёсихару Хисому (яп. 日染 芳春 Хисому Ёсихару)
Человек, покрытый тайной. Не появлялся в школе с первого дня учебы. Считает себя гурманом среди боли. Крайне аморален. Мазохист. Грех — аморальность.
Сэйю: Котаро Нисияма
Кадзунао Ямада (яп. 山田 一直 Ямада Кадзунао)
Классный руководитель и учитель химии главных героев. Человек, который принимал участие в изначальном проекте «Кидзуна».
Сэйю: Дзюнъити Сувабэ
Муцуми Урусибара (яп. 漆原 睦 Урусибара Муцуми)
Психолог-консультант в школе. Таинственная женщина в белом халате. Вместе с Ямадой работала с детьми под проектом «Кидзуна». Неравнодушна к Норико, так как считает себя виновной в провале первого эксперимента.
Сэйю: Миэ Сонодзаки

## Аниме
Kiznaiver является оригинальным проектом студии Trigger. Режиссёром выступил Хироси Кобаяси, сценарий написала Мари Окада. В то время как Сиро Мива разрабатывал дизайн персонажей, Маи Ёнэяма адаптировала их в аниме. Аниме-сериал транслировался с 9 апреля по 25 июня 2016 года по телеканалам Tokyo MX, GTV, GYT, BS11, ABC, TVA и AT-X.
Открывающей композицией является песня «LAY YOUR HANDS ON ME» группы Boom Boom Satellites, а закрывающей — «Hajimari no Sokudo» (яп. はじまりの速度) группы Sangatsu no Phantasia.

### Список серий
| №  | Название серии | Дата выхода в Японии |
| -- | --- | -------------------- |
| 1  | Иногда достаточно одного взгляда, чтобы образовалась связь «Хитомэ Атта Соно Хи кара, Кидзуна но Ханасаку Кото мо Ару» (一目あったその日から, 絆の花咲くこともある) | 9 апреля 2016 года   |
| 2  | Если способен так просто принять непростую ситуацию, два ведра бария не должны стать проблемой «Конна Идзё: Дзитай Кантан ни Номи Комэн Нара Бариуму Нандза Бакэцу Нихай ва Каруку Ёю: Даццуно» (こんな異常事態カンタンに飲みこめんならバリウムなんざバケツ二杯は軽く余裕だっつーの) | 16 апреля 2016 года  |
| 3  | В зависимости от того, как на это посмотреть, можно что-то найти, правда? «Донна ни Сандзан на Дзё:кё: Даттэ Тораэ Ката Сидай дэ Нантока Яттэйкэру камо...... нэ?» (どんなにさんざんな状況だって捉えかた次第でなんとかやっていけるかも...... ねっ？)                                 | 23 апреля 2016 года  |
| 4  | Раз мы связаны, давай, наконец, узнаем друг друга получше «Сэккаку Цунагари Аттанда Сиса Мотто Отагай Вакари Ао: Ён» (せっかく繋がりあったんだしさもっとお互いわかりあおうよん) | 30 апреля 2016 года  |
| 5  | Ура, лагерь! Будем кормить оленей и биться подушками! «Хяххой, Гассюку Даа! Сика но Фун Фундэ Макуранагэ Ситэ Го: Го:!» (ひゃっほい, 合宿だぁ! 鹿のフン踏んで枕投げしてゴーゴー!) | 7 мая 2016 года      |
| 6  | Ничего хорошего от вас не жди «Анта-тати то Иру то Хонто: ни Рокуна Кото га Най» (あんた達といるとほんっとにろくなことがない) | 14 мая 2016 года     |
| 7  | Битва, связанная с болью, которая будет в семь раз больнее одной седьмой боли «Нана-бун но Ити но Итами но Соно Мата Нана Бай но Сё:тай ни Фурэру Татакай» (七分の一の痛みのそのまた七倍の正体に触れる戦い)                                                                          | 21 мая 2016 года     |
| 8  | Счастье не длится вечно «Хаппи на Дзикан ттэ Со:со: Нагаку ва Цудзуканай Моно да ё нэ» (ハッピーな時間ってそうそう長くは続かないものだよね) | 28 мая 2016 года     |
| 9  | Всё кончено......Возможно «Бандзикю:су......касира» (万事休す……かしら) | 4 июня 2016 года     |
| 10 | Прекрасно ведь знала, что твоя любовь может оказаться безответной «Суки на Кимоти га Мукуварэнай камо Нантэ Дзю:дзю: Сё:ти но Уэ даро?» (好きな気持ちがむくわれないかもなんて重々承知の上だろ？)                                                                                     | 11 июня 2016 года    |
| 11 | Мы должны взаимодействовать друг с другом и укреплять наши чувства. Потому что мы друзья! «Ити Ити Рэнраку Си Аттэ Кимоти о Какунин Си Аванай то. Даттэ Томодатина н' Дакара!» (しあって気持ちを確認しあわないと 。だって友達なんだ から !)                                          | 18 июня 2016 года    |
| 12 | Если «Кидзуна» распространится на целый мир «Сэкайдзю: ни Кидзуна Сисутэму га Хирогаттэ» (世界中にキズナシステムが広がって) | 25 июня 2016 года    |

## Манга
Одновременно с аниме выходит манга Родзи Карэгиси, которую выпускают Crunchyroll в цифровом виде и Kadokawa Shoten в журнале Dengeki Maoh. Первая глава вышла 25 марта 2016 года.